# Мијако језик
Мијако језик (ISO 639-3: mvi) јапански језик рјукјуанске групе којим говоре старији припадници етничке групе Мијако (етничка популација: 67.653; 2000) на острвима Окинава, Мијако, Огами, Икема, Курима, Ирабу, Тарама и Мина. у архипелагу Рјукју, Јапан. Постоји неколико дијалеката: мијако-џима (хирара, огами), ирабу-џима и тарама-мина.
Са језицима јаејама [rys] и јонагуни [yoi] чини подгрупу сакишима.